# I Liceum Ogólnokształcące im. Stefana Żeromskiego w Pucku
I Liceum Ogólnokształcące im. Stefana Żeromskiego w Pucku – liceum ogólnokształcące w Pucku przy ul. Morskiego Dywizjonu Lotniczego 18, utworzone w 1945 roku. Od 2009 roku w liceum organizowany jest Powiatowy Festiwal Piosenki „Bursztynowe Klucze”. W latach 2004–2011 katechetą w liceum był ks. Jan Kaczkowski. W 2015 roku szkoła obchodziła swoje 70-lecie.

## Wybrani absolwenci
- Andrzej Groth – historyk, profesor nauk humanistycznych[4]
- Bolesław Hajduk – historyk, profesor nauk humanistycznych
- Aneta Janikowska-Szyłak – polonistka, kuratorka i krytyk sztuki
- Gabriela Majewska – historyczka
- Marcin Pliński – naukowiec, biolog morza, były rektor Uniwersytetu Gdańskiego[5]
- Mieczysław Struk – samorządowiec, marszałek województwa pomorskiego[6]